# Sport Club Corinthians Paulista (féminines)
Maillots
Actualités
Le Sport Club Corinthians Paulista est un club féminin et brésilien de football fondé en 1997 dans la ville de São Paulo dans l'État de São Paulo. Le club est la section féminine d'un des plus prestigieux club de football au Brésil, le Sport Club Corinthians Paulista. Le club a été créé en 1997, mais ses activités ont été suspendues entre 2009 et 2015. Il remporte le championnat brésilien en 2018.

## Histoire du club
La section féminine de football des Corinthians a été créée en 1997 comme contribution du club à la promotion du football féminin brésilien, l'équipe nationale sort alors de plusieurs tournois internationaux où elle a fait pâle figure en montrant un niveau de jeu inférieur à ce qu'il était attendu d'elle. Après onze années sans succès, l’équipe est dissoute après la saison 2008.
En 2016, les Corinthians relancent leur section féminine sous la forme d'une coopération entre clubs avec le Grêmio Osasco Audax sous le nom de "Corinthians/Audax". Tandis que le club d’Osasco se chargeait des sites d’entraînement et de l'organisation des matchs, Corinthians apportait un soutien financier à l’équipe, ce qui leur permettait de recruter quelques-unes des meilleures jeunes talents du Brésil, notamment le duo d'attaquantes Gabi Nunes et Byanca Brasil. L'ancien entraîneur Arthur Elias est engagé. Sous le logo GO Audax, le club remporte immédiatement des titres à commencer par la Coupe du Brésil féminine de football 2016 et se qualifient pour la Copa Libertadores.
Malgré l'annonce d'une prolongation de coopération en fin d'année 2016, au printemps 2017 les Corinthians décident de créer leur propre équipe féminine, et de démarrer avec elle dans la nouvelle première division brésilienne, la Serie A1. Les Corinthians conservent la majorité de l'équipe et du staff victorieux en Coupe du Brésil 2016, elle se présente cependant à la Copa Libertadores 2017 sous le nom Audax/Corinthians et remporte la compétition en battant en finale Colo-Colo.
En 2018, le club montre ses ambitions en étoffant encore plus son effectif, et remporte son premier titre national en ne perdant sur toute la saison qu'un seul match (la demi-finale aller). En 2019, les Corinthians continuent leur marche en avant en gagnant 34 matchs d'affilée. La série sera stoppée en finale du championnat où elles seront battues aux tirs au but par Ferroviária. Corinthians prendra sa revanche contre Ferroviária (2-0) en finale de la Copa Libertadores féminine 2019 et empoche son deuxième titre continental.
Le 16 novembre 2019, Corinthians bat le record  du football féminin brésilien du nombre de spectateurs, avec 28862 entrées contre São Paulo (3-0) en finale du championnat Paulista, dans l'Arena Corinthians.
En 2020, le club remporte son deuxième titre national. Lors de la Copa Libertadores 2020, le club remporte la plus large victoire de la compétition en battant les Équatoriennes d'El Nacional 16-0.
Les Corinthians s'imposent en finale de la Copa Libertadores féminine 2021 face aux Colombiennes de l'Independiente Santa Fe sur le score de 2 buts à 0.
Le 24 septembre 2022, lors de la finale retour de Serie A1 à l'Arena do Timão, les Corinthians battent l'Inter 4-1 et remportent un troisième titre national consécutif. Alors que le record d'affluence venait d'être battu lors du match aller, ce sont 41 070 spectateurs qui assistent au sacre des Corinthians, ce qui en fait la plus grande affluence sud-américaine pour un club féminin.

## Palmarès
| Compétitions internationales                                           | Compétitions nationales | Compétitions régionales |
| - Copa Libertadores (5) : - Vainqueur : 2017, 2019, 2021, 2023 et 2024 | - Série A (6) : - Vainqueur : 2018, 2020, 2021, 2022, 2023, 2024 - Dauphin : 2017 et 2019 - Coupe du Brésil (1) : - Vainqueur : 2016 - Supercoupe du Brésil (3) : - Vainqueur : 2022, 2023, 2024 | - Campeonato Paulistão (4) : - Vainqueur : 2019, 2020, 2021 et 2023 - Dauphin : 2018 - Copa Paulistão : - Vainqueur : 2022 |